# Star Firestar
A Star Firestar egy egyszeres működésű félautomata pisztoly, amely négy különböző modellből áll, és amely 1991-ben elnyerte a Guns & Ammo magazin "Az év kézifegyvere" nevű díját. Az M43-as Firestar 9 mm-es Parabellum kaliberű, az M40-es 10×22 mm-es Smith & Wesson, az M45-ös pedig .45ACP kaliberű. A Star Firestar pisztolyokat 1991-1997 között gyártotta a mára megszűnt Star Bonifacio Echeverria SA nevű vállalat a spanyolországi Eibarban. A fegyver az Egyesült Államokban lett népszerű, oda a virginiai Interarms importálta.
Noha külső megjelenése a kompakt M1911-hez hasonlít, a Firestar több szempontból is különbözik. Például a Firestar nem rendelkezik az 1911-es típus markolatbiztonságával. A Firestar biztonsági funkciói között viszont szerepel az automatikus tűzbiztonság (ilyen szolgáltatással az 1911-es eredeti fegyver nem rendelkezik, de a modernizált változatokon gyakran megtalálható). Rendelkezik továbbá a kakashoz használható biztonsági retesszel, akárcsak a Colt 1911. A Star Firestar egy könnyű, megbízható és pontos kézifegyver, kiválóan alkalmas hordozásra, szállításra.
2002. május 6-án Volkert van der Graaf egy M43-as típussal gyilkolta meg Pim Fortuyn holland politikust Hilversumban. Ez volt évtizedek óta az első békeidei politikai merénylet Hollandiában. A fegyver jelenleg az amszterdami Rijksmuseumban található, de a közeljövőben nem tervezik kiállítani.